# Kitty Crowther
Kitty Crowther (Brussel·les, 4 d'abril de 1970) és una escriptora i il·lustradora belga de llibres per a infants, que va debutar el 1994 amb Mon royaume.

## Reconeixement
El jurat del Gouden Griffel li va concedir el 1997 un "Vlag en Wimpel" pel llibre il·lustrat Mon ami Jim.
El 2003 i el 2005 se li va fer un altre reconeixement, quan va rebre el Llapis de plata per In het pikkedonker i Kleine Dood en het meisje.
El 2010 va rebre el Premi Memorial Astrid Lindgren, el premi més gran de literatura infantil i administrat pel Swedish Arts Council, per la seva contribució professional a la "literatura infantil i juvenil en el sentit més ampli". En la citació del jurat, va ser descrita com "la mestra de la línia però també de l'ambient".